# Roman Stanisław Ingarden
Roman Stanisław Ingarden (ur. 1 października 1920 w Zakopanem, zm. 12 lipca 2011 w Krakowie) – polski fizyk matematyczny i japonista, profesor zwyczajny związany z Uniwersytetem Mikołaja Kopernika w Toruniu, gdzie był wieloletnim dyrektorem Instytutu Fizyki (1969–1986) i kierownikiem tamtejszych katedr (1966–1991). Specjalizował się w optyce i termodynamice statystycznej, pisząc także o historii i filozofii nauki; autor kilku podręczników akademickich do fizyki i matematyki. Doktor honorowy UMK (1996) i laureat kilku odznaczeń państwowych – oprócz polskich także co najmniej jednego japońskiego.
Członek inteligenckiego rodu Ingardenów – syn filozofa Romana Witolda Ingardena, ojciec architekta Krzysztofa Ingardena oraz lekarza weterynarii Jacka Ingardena.

## Życiorys

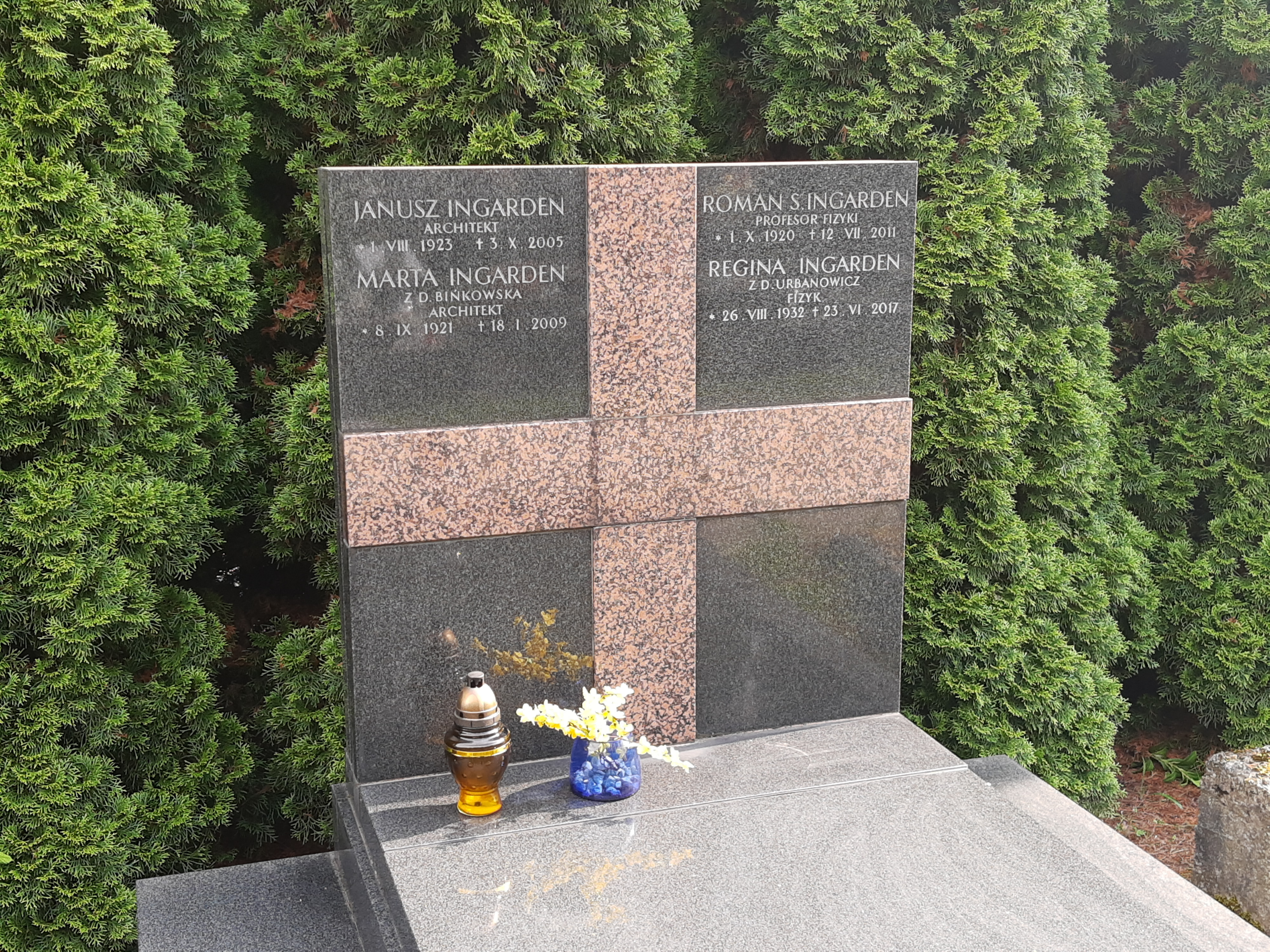
Grób Ingardenów na Cmentarzu Salwatorskim

W latach 1930–1936 uczęszczał do III Gimnazjum Państwowego we Lwowie, gdzie matematyki nauczał Juliusz Paweł Schauder, a maturę zdał w 1938 w Gimnazjum Państwowym im. Mikołaja Kopernika we Lwowie. Podjął studia na Uniwersytecie Jana Kazimierza, jego wykładowcami matematyki byli tam, m.in.: Juliusz Paweł Schauder, Stefan Banach i Hugo Steinhaus, a fizyki Stanisław Loria i Wojciech Rubinowicz.
Po wybuchu II wojny światowej kontynuował studia na Uniwersytecie Lwowskim, którego nazwa została zmieniona na Iwana Franki, a potem na tajnym polskim uniwersytecie we Lwowie. Od 1941 pracował jako optyk w fabryce optycznej Bujaka we Lwowie, a od 1944 w Optyczno-Mechanicznych Warsztatach Lwowskiego Okręgu Wojskowego.
Po wojnie i wysiedleniu ze Lwowa znalazł się w Krakowie, gdzie został zatrudniony jako asystent w Katedrze Fizyki organizowanej Politechniki Śląskiej. Równocześnie kontynuował studia na Uniwersytecie Jagiellońskim (jego wykładowcami byli wówczas m.in. Jan Weyssenhoff oraz Konstanty Zakrzewski). Magisterium uzyskał w 1946 pod opieką Wojciecha Rubinowicza.
Pracę naukową rozpoczął w 1945 na Politechnice Śląskiej w Krakowie, ale w tym samym roku przeniósł się do Wrocławia, gdzie podjął pracę asystenta w Katedrze Fizyki Teoretycznej Uniwersytetu Wrocławskiego. W 1949 uzyskał stopień doktora na Uniwersytecie Warszawskim, jego rozprawa nosiła tytuł O idealnym odwzorowaniu przestrzeni w mikroskopie elektronowym, a promotorem był Wojciech Rubinowicz. Od 1951 należał do PZPR. W 1954 otrzymał stanowisko profesora nadzwyczajnego, a 1964 tytuł profesora zwyczajnego nauk fizycznych. W 1960 złożył rozprawę habilitacyjną, ale nie została ona przyjęta przez Centralną Komisję Kwalifikacyjną ze względu na wcześniejszą nominację profesorską. Od 1954 pracował również w Instytucie Fizyki PAN, gdzie zorganizował Zakład Niskich Temperatur we Wrocławiu (potem włączony w strukturę Instytutu Niskich Temperatur i Badań Strukturalnych im. Włodzimierza Trzebiatowskiego PAN).
W latach 1966–1991 był profesorem na Uniwersytecie Mikołaja Kopernika w Toruniu. W latach 1969–1986 był dyrektorem Instytutu Fizyki UMK i kierował kolejno:
- Katedrą Termodynamiki i Teorii Promieniowania (1966–1969),
- Katedrą Fizyki Teoretycznej (1969–1986),
- Katedrą Fizyki Statystycznej (1986–1991).

W 1991 przeszedł na emeryturę. Pochowany na Cmentarzu Salwatorskim w Krakowie, kwatera L1-1-19.

## Dorobek naukowy

### Fizyka i matematyka
Był twórcą czasopism Reports on Mathematical Physics (1970) i Open Systems and Information Dynamics (1992), które znalazły się na liście filadelfijskiej. Był autorem licznych prac naukowych z zakresu fizyki matematycznej, kilkunastu podręczników i skryptów z fizyki teoretycznej i matematyki, a także książek o charakterze filozoficzno-historycznym.

### Japonistyka
Oprócz zajęć z fizyki od lat 70. prowadził lektorat z języka japońskiego na UMK. W 1992 na Wydziale Filologicznym UMK została powołana (m.in. dzięki jego staraniom) Pracownia Języka i Kultury Japońskiej, w jej ramach prowadził wykłady z japonistyki. Był znawcą współczesności, historii, kultury i języka japońskiego. Jego syn, architekt Krzysztof Ingarden, otrzymał funkcję konsula honorowego Japonii w Krakowie.

## Zaszczyty
- Krzyż Oficerski i Kawalerski Orderu Odrodzenia Polski,
- 1954: Złoty Krzyż Zasługi[6],
- Medal 10-lecia Polski Ludowej,
- Medal Komisji Edukacji Narodowej,
- odznaka Zasłużony Nauczyciel PRL[3].
- W 1994 cesarz Akihito odznaczył go Orderem Świętego Skarbu – Złotymi Promieniami ze Wstęgą[7].
- 1996: doktor honorowy Uniwersytetu Mikołaja Kopernika w Toruniu[8],

## Publikacje

### Podręczniki i monografie
- 1979: Elektrodynamika klasyczna, wraz z Andrzejem Jamiołkowskim, ISBN 83-01-00464-9;
- 1980: Mechanika klasyczna, wraz z Andrzejem Jamiołkowskim, ISBN 8301003466;
- 1981: Analiza matematyczna dla fizyków, wraz z Lechem Górniewiczem, ISBN 83-01-01198-X;
- 1989: Mechanika kwantowa: ujęcie w przestrzeni Hilberta, wraz z Marianem Grabowskim, ISBN 83-01-08578-9;
- 1990: Fizyka statystyczna i termodynamika, wraz z Andrzejem Jamiołkowskim i Ryszardem Mrugałą, ISBN 83-01-08826-5;
- 1993: Algebra z geometrią dla fizyków, wraz z Lechem Górniewiczem, ISBN 832310451X;

### Historia i filozofia nauki
- 1994: Fizyka i fizycy: studia i szkice z historii i filozofii fizyki, ISBN 83-231-0575-8;
- 2000: Roman Witold Ingarden: życie filozofa w okresie toruńskim (1921–1926), ISBN 83-231-1146-4;
- 2005: O fizyce i innych naukach ścisłych w Wilnie, Toruniu i gdzie indziej: rozmowy z profesorami Kazimierzem Antonowiczem, Wilhelminą Iwanowską, Leonem Jeśmanowiczem, Jerzym Rayskim, wraz ze Sławomirem Kalembką, ISBN 83-231-1780-2.